# 雷霆章
雷霆章（阿拉伯语：‎，意指「雷霆」），是古兰经第13章，共有43节，屬於麥加篇章；由穆卡塔阿特「‎」（ʾAlif Lām Mīm Rā或ALMR）開始。本章闡述真理的力量與謊言的缺陷，並確立阿拉的唯一性、訊息、後世，及懲罰。本章圍繞重要的主軸：真理因其力量及穩固而昭明，而謊言不論如何掩示或偽裝真理都會因其缺陷而明示。本章要求人民不要被謊言的絢爛吸引，因為它必定消逝；而天地萬物必將彰顯真理。

## 外部連結
- 本章的MP3